# Église Sainte-Anne de Turckheim
L'église Sainte-Anne est un monument historique situé à Turckheim, dans le département français du Haut-Rhin.

## Localisation
Ce bâtiment est situé à Turckheim.

## Historique
L'édifice fait l'objet d'une inscription au titre des monuments historiques depuis 1930.

## Architecture

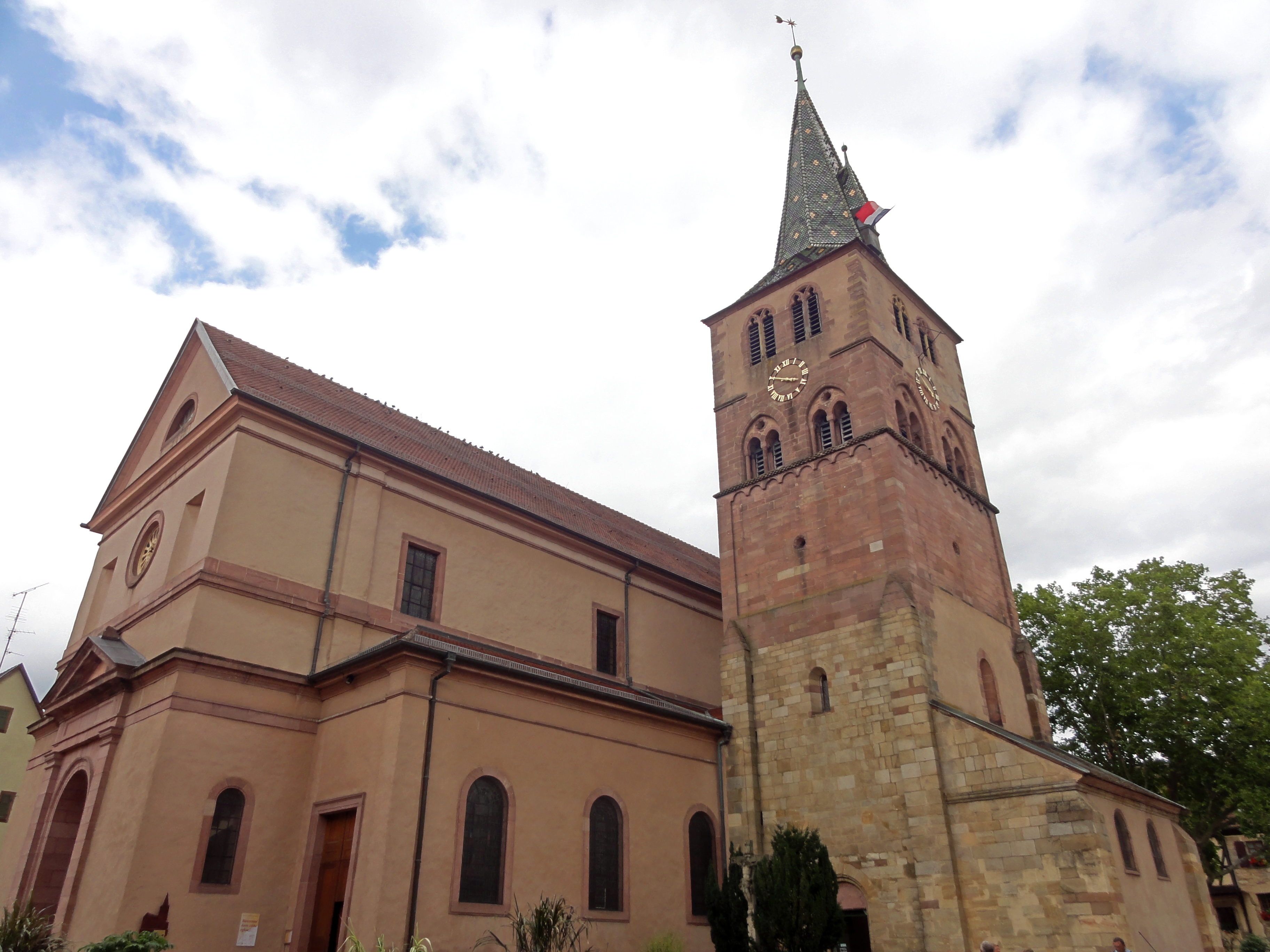
Église Sainte-Anne.
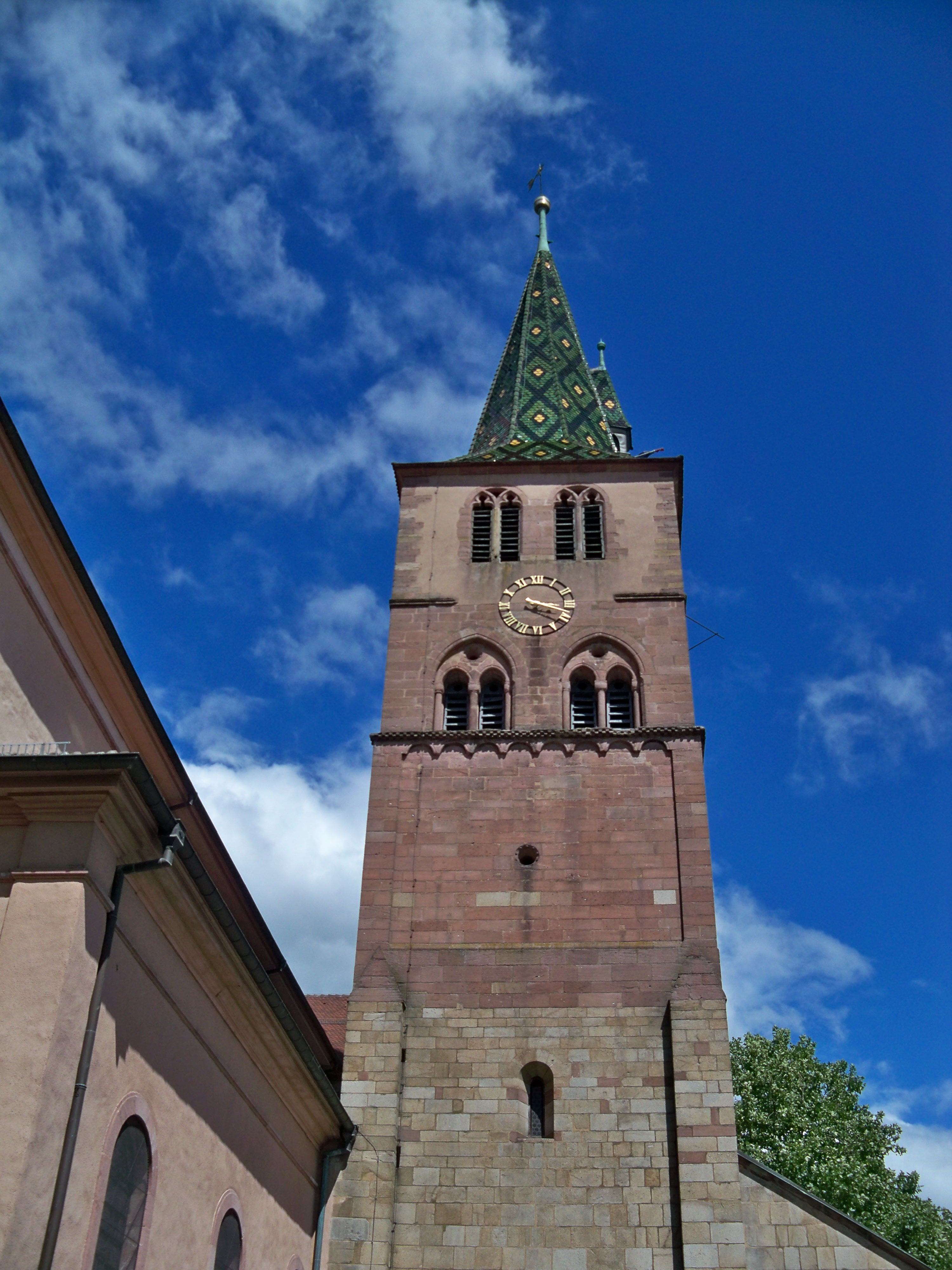
Clocher gothique.
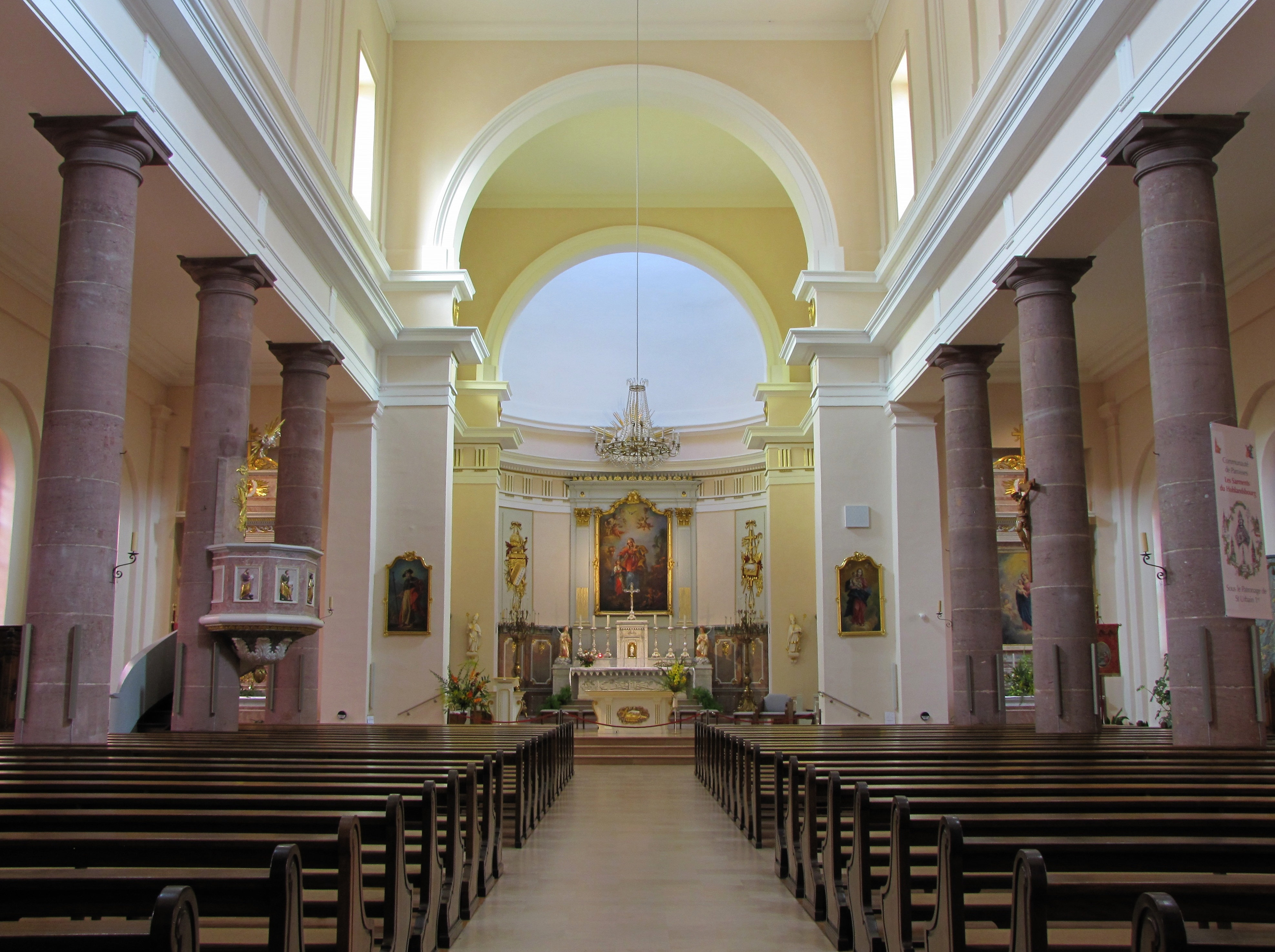
Vue intérieure de la nef vers le chœur.
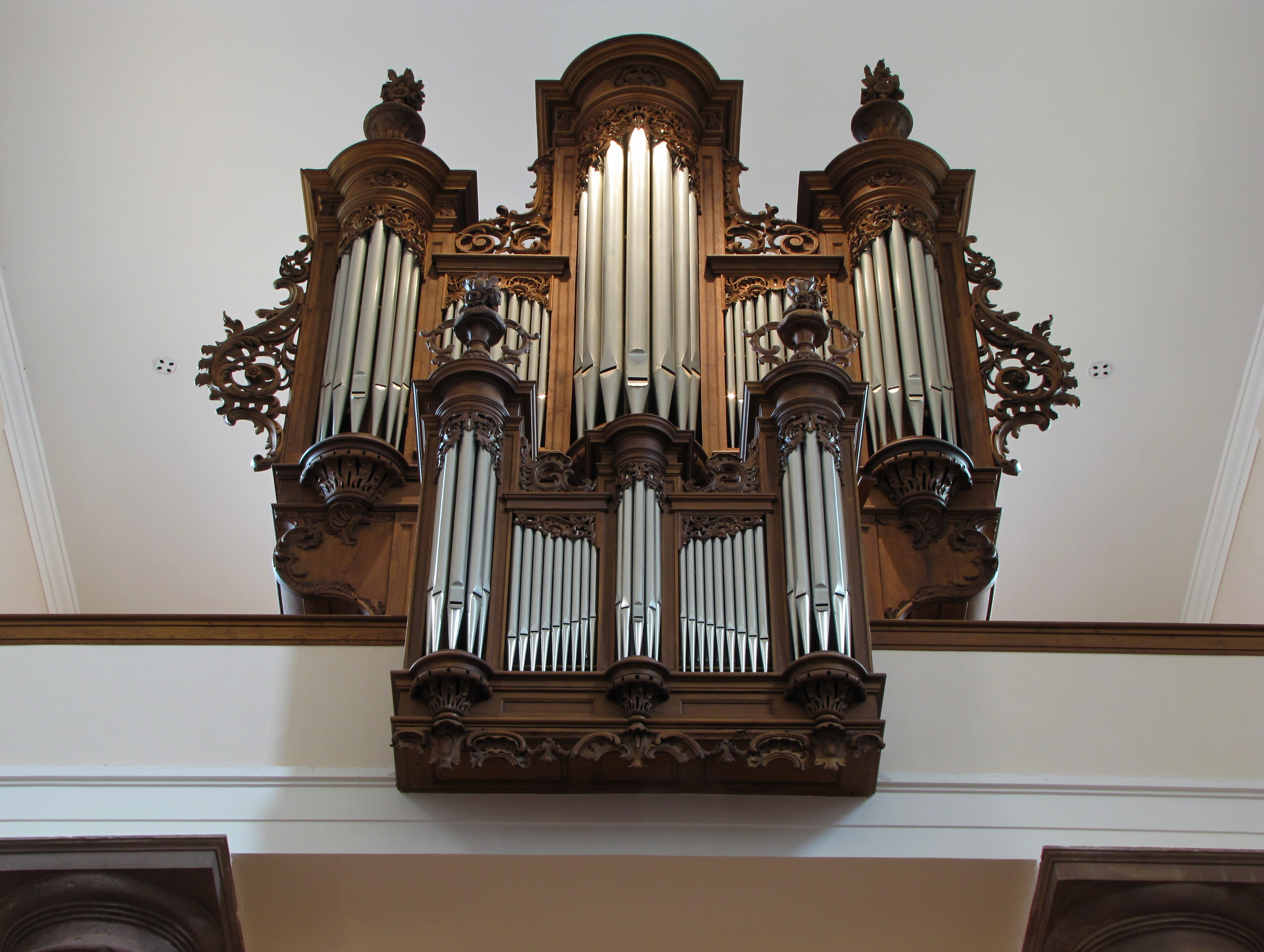
Orgue Johann Andreas Silbermann-Kern (1755), construit pour l'Abbaye cistercienne de Pairis.
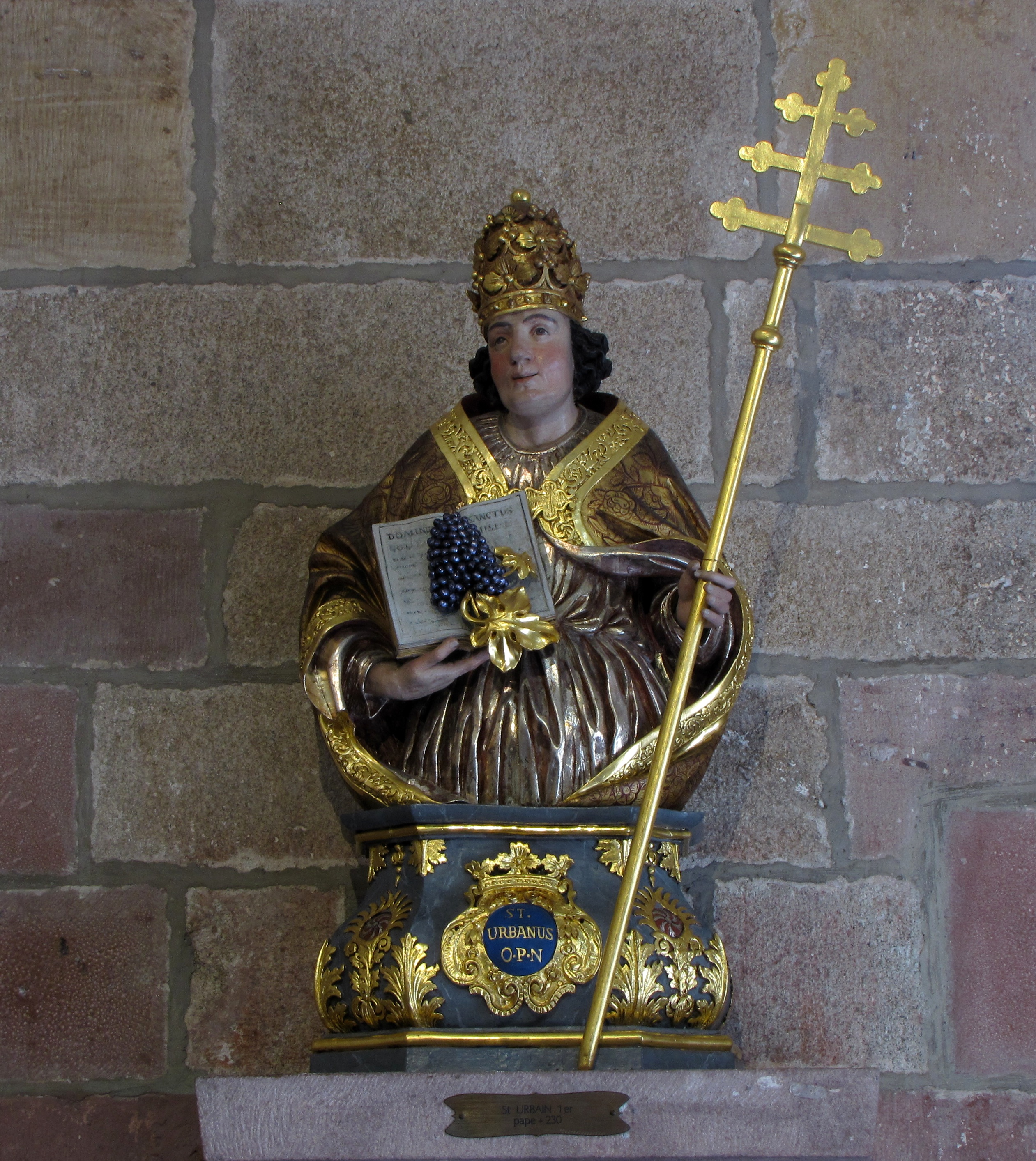
Statue de Saint-Urbain (1822).
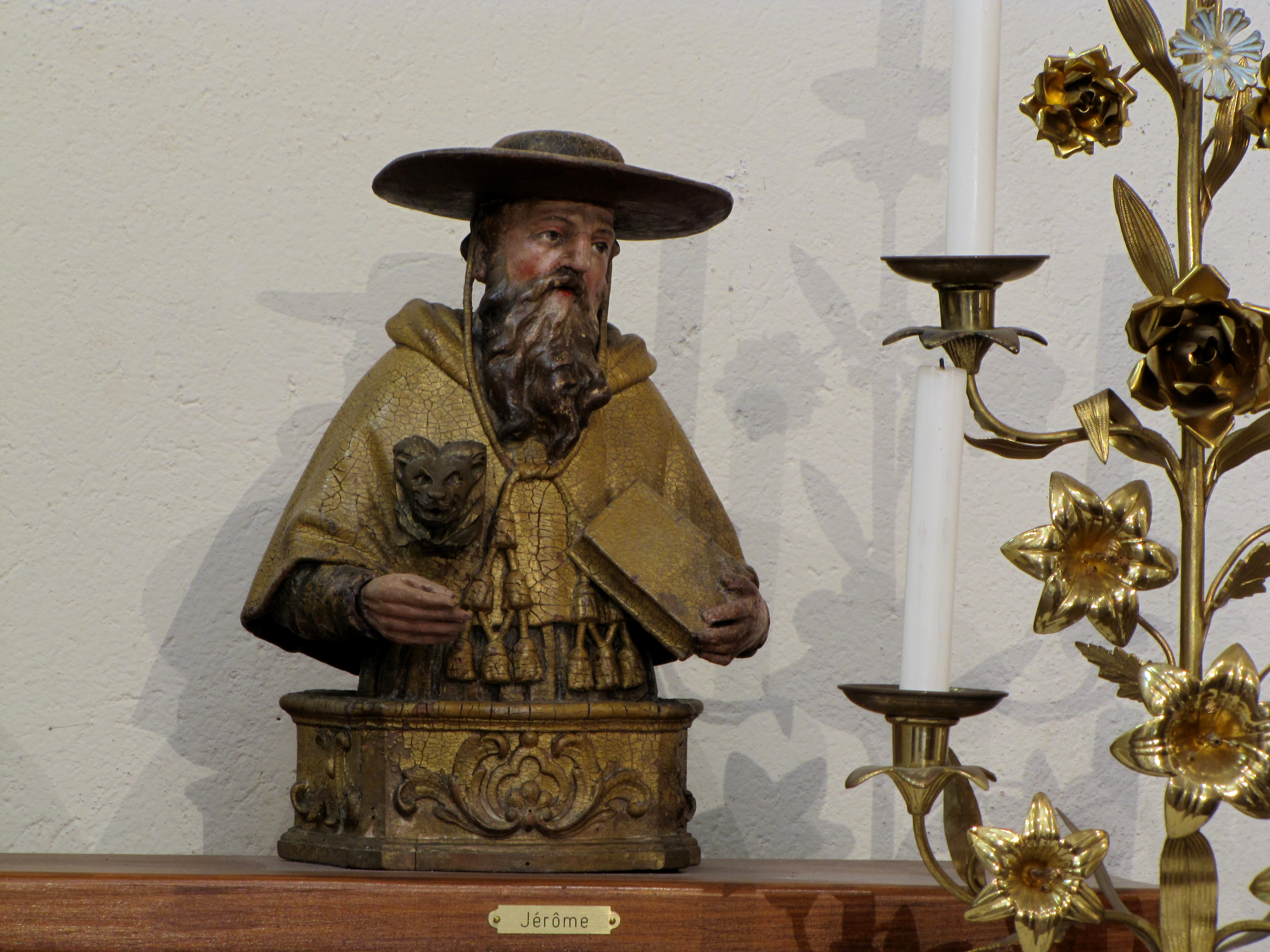
Buste de Saint-Jérôme (XVIIIe).